# Berinsfield
Berinsfield è un villaggio e parrocchia civile dell'Inghilterra, appartenente alla contea dell'Oxfordshire.